# Juliana Steinbach
Pour les articles homonymes, voir Steinbach.
Juliana Steinbach est une pianiste franco-brésilienne, née le 2 août 1979 à João Pessoa, au Brésil.

## Biographie
Juliana Steinbach est née à João Pessoa, capitale de l’État de Paraíba, au Brésil.
Mais c’est à Lyon qu’elle entame ses études de piano, en entrant à l’âge de six ans au Conservatoire à rayonnement régional de Lyon. Elle intègre ensuite à l’âge de 17 ans le Conservatoire national supérieur de musique et de danse de Paris dans les classes de Bruno Rigutto et Pierre-Laurent Aimard. Elle obtient les Premiers Prix de piano et musique de chambre et elle est  admise en 2002 à l’unanimité en Troisième Cycle de piano dans la classe de Jacques Rouvier. Elle remporte à cette occasion le Prix de la Fondation Alfred Reinhold.
Juliana Steinbach est ensuite l’élève de Franco Scala au sein de l’Académie Internationale de Piano d’Imola en Italie, de Maria João Pires dans sa résidence de Belgais au Portugal et de Pnina Salzman à Tel-Aviv en Israël.
En mai 2007 elle a obtenu le Graduate Diplôma de la Juilliard School de New York, après un cycle de perfectionnement effectué auprès du pianiste Joseph Kalichstein et des membres du Juilliard String Quartet.

## Carrière
Dès son plus jeune âge, Juliana Steinbach entreprend une carrière de concertiste et est récompensée par de nombreux concours : le Concours International de Jeunes Pianistes à Meknès (Maroc, 1996), les Rencontres Internationales de Tel-Hai (Israël, 2000 et 2001) et le Concours International Artlivre à São Paulo (Brésil, 2001).
Passionnée de musique de chambre, elle remporte en 2002 le Premier Prix du prestigieux Premio Vittorio Gui à Florence  et en 2005 le Prix Beethoven du Concours International de Musique de Chambre Trio de Trieste en duo avec le violoncelliste Guillaume Martigné.
Juliana Steinbach est membre depuis 2011 du Trio Talweg, aux côtés du violoniste Sébastien Surel et du violoncelliste Éric-Maria Couturier.
En 2005, Juliana Steinbach fonde un festival de piano et musique de chambre en Bourgogne du Sud, le festival Musique en Brionnais dont elle est la directrice artistique.
Juliana Steinbach a fondé en 2014 un festival similaire, en Roumanie : le Transylvania Chamber Music Festival dont elle est également directrice artistique.

## Discographie
Juliana Steinbach a enregistré plusieurs CD en soliste comme en musique de chambre.
- Tableaux, Paraty/Intégral, 2010. Debussy, Estampes, L'Isle Joyeuse et Moussorgski, Tableaux d’une Exposition
- Hommage à Debussy, Genuin, 2012. Debussy, Pour le Piano, Suite Bergamasque, Images I & II[4]
- Brahms. The Piano trios, Pavane Records, 2014. Trio Talweg. Intégrale des trios pour piano violon et violoncelle de Brahms.

## Pour approfondir